# Gary Numan
Gary Anthony James Webb (født 8. marts 1958), mest kendt som Gary Numan, er en engelsk sanger, sangskriver, musiker og producer. Han udgav sit første album, The Pleasure Principle i 1979, der blandt andet indeholder hittet Cars. Albummet var hovedsageligt påvirket af Kraftwerk og albummet viste også Numans fascination af den elektroniske, eksperimenterende side af glamrock.